# Omar Asad
Omar Andrés Asad (Buenos Aires, 9 aprile 1971) è un allenatore di calcio ed ex calciatore argentino, di ruolo attaccante.

## Caratteristiche tecniche
Giocava come centravanti; inizialmente afflitto da problemi di peso, dovette perdere sette chili per essere accettato dal Vélez, con cui aveva sostenuto un provino; si rivelò essere un buon realizzatore, mettendosi in evidenza durante la gestione di Carlos Bianchi.

## Carriera

### Giocatore

#### Club
Fin da molto giovane aveva scelto di giocare a calcio per crearsi delle possibilità di una carriera lavorativa futura; il quartiere in cui viveva non ne offriva molte. Accettato per la prima volta dal Vélez Sársfield a quasi vent'anni d'età — dopo aver fallito molti provini, che aveva iniziato a sostenere fin dai tredici anni —, fu incluso in prima squadra dal tecnico. Con l'arrivo di Bianchi Asad si stabilì come titolare e vinse svariati titoli, sia a livello nazionale che internazionale, tra cui spicca il binomio Libertadores-Intercontinentale 1994. In quest'ultima occasione segnò una rete e venne nominato miglior giocatore della partita. In seguito a un infortunio ai legamenti, dovette interrompere la carriera nel 1997, chiudendola definitivamente nel 2000, nonostante i quattro interventi chirurgici che aveva subito per cercare di risolvere il problema.

#### Nazionale
Ha giocato due partite in Nazionale argentina, entrambe nel 1995.

### Allenatore
Nel gennaio 2010 venne assunto dal Godoy Cruz per rimpiazzare Enzo Trossero alla guida del club. Asad, con il vice Raúl Cardozo, accettò l'incarico, con l'obiettivo di evitare la retrocessione in Primera B Metropolitana. Al termine della sua prima stagione, la squadra ha chiuso al terzo posto del Clausura 2010.
Il 26 dicembre 2010 firma un contratto annuale con squadra  dell'Emelec di Ecuador ; l'11 maggio seguente firma per il San Lorenzo de Almagro in sostituzione di Ramón Díaz.

## Statistiche

### Cronologia presenze e reti in nazionale
| Cronologia completa delle presenze e delle reti in nazionale ― Argentina | Cronologia completa delle presenze e delle reti in nazionale ― Argentina | Cronologia completa delle presenze e delle reti in nazionale ― Argentina | Cronologia completa delle presenze e delle reti in nazionale ― Argentina | Cronologia completa delle presenze e delle reti in nazionale ― Argentina | Cronologia completa delle presenze e delle reti in nazionale ― Argentina | Cronologia completa delle presenze e delle reti in nazionale ― Argentina | Cronologia completa delle presenze e delle reti in nazionale ― Argentina |
| Data                                                                     | Città                                                                    | In casa                                                                  | Risultato                                                                | Ospiti                                                                   | Competizione                                                             | Reti                                                                     | Note                                                                     |
| ------------------------------------------------------------------------ | ------------------------------------------------------------------------ | ------------------------------------------------------------------------ | ------------------------------------------------------------------------ | ------------------------------------------------------------------------ | ------------------------------------------------------------------------ | ------------------------------------------------------------------------ | ------------------------------------------------------------------------ |
| 13-5-1995                                                                | Johannesburg                                                             | Sudafrica                                                                | 1 – 1                                                                    | Argentina                                                                | Amichevole                                                               | -                                                                        | 88’                                                                      |
| 31-5-1995                                                                | Cordoba                                                                  | Argentina                                                                | 1 – 0                                                                    | Perù                                                                     | Amichevole                                                               | -                                                                        | 72’                                                                      |
| Totale                                                                   |                                                                          | Presenze                                                                 | 2                                                                        |                                                                          | Reti                                                                     | 0                                                                        |                                                                          |

## Palmarès

### Giocatore

#### Club

##### Competizioni nazionali
- Campionato argentino: 3

Vélez Sársfield: Clausura 1993, Apertura 1995, Clausura 1996

##### Competizioni internazionali
- Coppa Libertadores: 1

Vélez Sársfield: 1994
- Coppa Intercontinentale: 1

Vélez Sársfield: 1994
- Coppa Interamericana: 1

Vélez Sársfield: 1994
- Supercoppa Sudamericana: 1

Vélez Sársfield: 1996
- Recopa Sudamericana: 1

Vélez Sársfield: 1997

### Individuale
- Miglior giocatore della Coppa Intercontinentale: 1

1994